# Philipp Heckmann

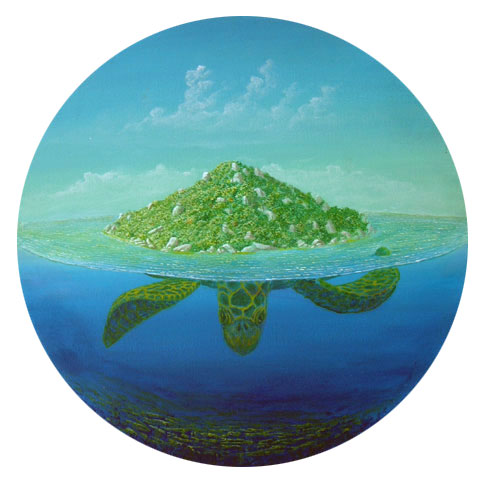
Philipp Heckmann, Koh Tao, Gemälde

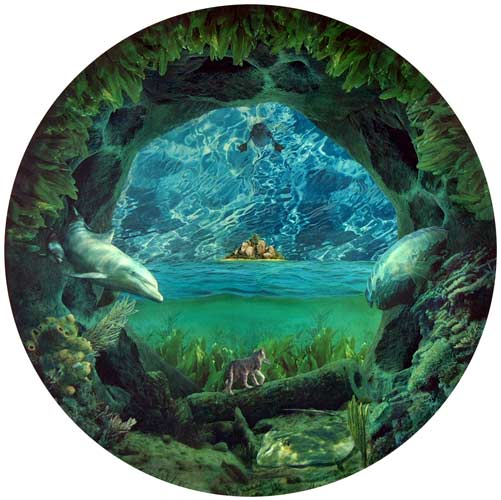
Philipp Heckmann, Die Insel der fischenden Katze, Collage

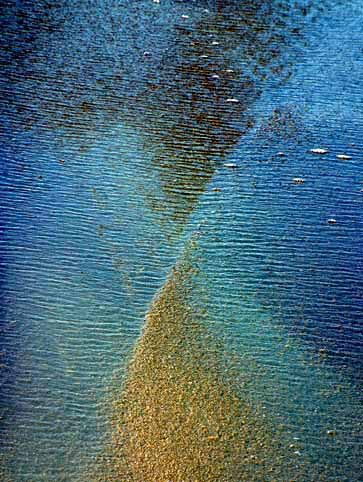
Philipp Heckmann, Sanduhr, Fotografie

Philipp Heckmann (* 10. Juli 1959 in Freiburg im Breisgau) ist ein deutscher Maler und seit 1984 freischaffend tätig.

## Leben und Ausbildung
Philipp Heckmann ist der Sohn des Malers und Bildhauers Walter Heckmann. 1977 erlangte er die Fachhochschulreife in Köln. Er lernte Schriftsetzer beim Rombach Verlag in Freiburg. 1978 besuchte er die Kunsthochschule Freiburg, 1979–80 lernte er Lithographie und Retuscheur. 1982–83 war er Fotograf und Redakteur bei Salem, Tier und Naturschutz. Seit 1985 ist er freischaffender Maler.
Heckmann war 1988 Gründer der Malergruppe Neue Frankfurte, 1987–1996 Galerie der Familie Heckmann in Frankfurt a. M. (Galerie an der Schirn) bis 1996. Er schuf 1989–1992 Titelblätter und Illustrationen für Zeitschrift Kommune.
Er arbeitete in der Görbelheimer Künstlermühle bei Frankfurt (1998) und in Ateliers in Nizza (1999–2002), Australien und Lanzarote (2002–2003),  Thailand (2003–2006), der Schweiz (2006–2010), Wien (2011), Baden bei Wien (2016) und Brunn an der Pitten in Niederösterreich (2019).

## Künstlerisches Schaffen
Heckmanns Arbeiten kann man einem zwischen Realismus und Surrealismus angelehnten Stil zuordnen, von Malern wie Magritte und Max Ernst beeinflusst und naturalistisch im Detail.
Auf seinen Bildern, gehen Natur und Zivilisation, durch Verknüpfung verschiedener Wirklichkeitsebenen, irrationale Verbindungen ein. Oft bebildert Heckmann groteske Zustände und fantastische Szenerien, die jedoch stets eine innere Wahrheit und Logik anbieten. Seinem Collageroman (»Le monde parallèle«) legte er Fotografien aus Zeitschriften und Magazinen zugrunde, die er durch irreales Zusammenfügungen verfremdet und in neue Zusammenhänge stellt. Seine bewusst mehrdeutigen Bildtitel haben oft eine die Realität in Frage stellende Wirkung.

## Ausstellungen

### Einzelausstellungen (Auswahl)
- 1984: Galerie Woeller-Paquet, Frankfurt am Main
- 1987–1994: Galerie an der Schirn, Frankfurt am Main – Künstler der Galerie
- 1989: Umweltzentrum Rhein-Main, Frankfurt am Main
- 1992: Umschau Verlag, Medica Messe, Düsseldorf
- 2000: Galerie Artemisia, Nizza, F
- 2003 Galeria Yaiza, Lanzarote, Kanarische Inseln, ES
- 2003–2006: ARTAO, Eigene Galerie, Koh Tao, Thailand; 2006 Galerie Chrämerhuus, Langenthal, CH
- 2007: Mainzer Volksbank Forum, Mainz; 2008 Turm Galerie, Bonn; 2009 Rheinbergvilla, Eltville
- 2010–2011: Stadtschulkünstler der Stadt Frankfurt/Main an der HKS
- 2012: Bezirksmuseum Meidling, Wien; Café Restaurant Doblhoffpark, Baden; Galerie Time, Wien; Buchveröffentlichung: LE MONDE PARALLÉLE
- 2013: Internationales PhantastenMuseum, Wien; Galerie ARTEFAKT, Wien, Österreich
- 2014: Gauermann Museum, Miesenbach, Österreich
- 2015: Deutsche Handelskammer Wien, Österreich
- 2016: Im grünen Bereich, Österreichisches Gartenbaumuseum, Wien, Österreich
- 2017: Sehland, Haus der Kunst, Baden bei Wien, Österreich
- 2023: Bad Erlach (Österreich), Hacker Haus[1]

### Ausstellungsbeteiligungen (Auswahl)
- 1988–1990: Saalbau Frankfurt, Museumsuferfeste, Frankfurt am Main
- 1989: Otto-Lilienthal-Ausstellung, Rhein-Main-Flughafen, Frankfurt am Main
- 1991–1992: Wanderausstellung „Alles Banane“, Frankfurt, Berlin, Barcelona u. a. Orte
- 2001: Exposition d´Artistes Européennes, Gattières, F
- 2010–2011: Ausstellungen mit dem Berufsverband Bildender Künstler Deutschland und der Künstlergruppe Simplicius Hanau
- 2012: LE MONDE PARALLÉLE, Multimediaprojekte mit Marcella Kremser, Hans Theurer und Joesie Morgenstern
- 2012: METROPOLITAIN ART FAIR, Le Méridian, Wien;
- 2012: Ausstellung mit dem Berufsverband Bildender Künstler Österreich; Galerie Dikmeyer, Berlin;
- 2013: Mostra d´Arte, Castello di Drena, Drena, Italien, International Art-View Vienna
- 2013: PHANTASTIC ART, Barockschloss Riegersburg
- 2013: METROPOLITAIN ART FAIR, Le Méridian, München;
- 2014: Die Stellung des Menschen im Kosmos, SITE ALSTOM, Nancy, France
- 2015: Vienna International Center, UNO - CTBTO, Comprehensive Nuclear-Test-Ban Treaty, Wien
- 2017: ULTRAPICTURA, Gruppenausstellung, Slowakisches Kulturinstitut, Moskau
- 2018: 1. TRIGONALE DER LICHTBILDNER, Fotografie, Haus der Kunst, Baden bei Wien, Austria
- 2019: BeYond, Haus der Kunst, Baden, Austria

## Bücher
- Ouroboros, Authal Verlag, 2017
- Gebundene Ausgabe: 224 Seiten, 10 Farbabbildungen, ISBN 978-3-9504211-2-5
- Der Felsenweg, BoD Verlag, Norderstedt, 2022
- Paperback, 76 Seiten, ISBN 978-3-7562-1333-7
- TagundNachtgeiche Band I
- Paperback, 108 Seiten, 39 Farbabbildungen
- BoD Verlag, Norderstedt, 2022, ISBN 978-3-7562-0180-8
- TagundNachtgeiche Band II
- Paperback, 112 Seiten, 27 Farbabbildungen
- BoD Verlag, Norderstedt, 2022, ISBN 978-3-7568-3809-7
- TagundNachtgeiche Band III
- Paperback, 94 Seiten, 22 Farbabbildungen
- BoD Verlag, Norderstedt, 2022, ISBN 978-3-7568-5872-9